# آل عوض (مكيراس)

تعديل مصدري - تعديل

ال عوض هي إحدى قرى عزلة مكيراس بمديرية مكيراس التابعة لمحافظة البيضاء، بلغ تعداد سكانها 65 نسمة حسب تعداد اليمن لعام 2004.